# Cimarron Hills (Colorado)
Cimarron Hills ist ein Census-designated place im El Paso County im US-Bundesstaat Colorado, Vereinigte Staaten, mit 19.311 Einwohnern (Stand: 2020). Die geographischen Koordinaten sind: 38,86° Nord, 104,70° West. Die Fläche der Stadt beträgt 15,8 km².